# 于友先
于友先（1937年—），男，河南开封人，中华人民共和国政治人物。

## 生平
1954年毕业于河南师范学院附属中学。1955年，加入中国共产党。1961年南开大学中文系研究生毕业。1974年后，任河南人民出版社编辑、编辑室主任。1981年后，任河南人民出版社副总编辑、副社长、社长、总编辑、党组书记，副编审。1984年，任中共河南省委宣传部副部长。1986年，任河南省教委主任、党组书记。1988年，任河南省人民政府副省长兼教委主任。1990年8月，任中共河南省委常委、宣传部部长兼高等学校工作委员会书记。1993年，调任国家新闻出版署署长、国家版权局局长、党组副书记、书记。此外他担任中共第十三、十四、十五次全国代表大会代表。还当选为中共中央纪律检查委员会委员。